# Norrköpings Förenade Bryggerier AB
Norrköpings Förenade Bryggerier AB, bryggeri i Norrköping, nerlagt 1972.
Bryggeriet bildades genom att flera mindre bryggerier i Norrköping (Störst av dem Norrköpings Bryggeri AB, bildat 1859) gick samman 1912. Under kommande år gick flera små bryggerier, vatten- och läskfabriker in i organisationen, bland annat från Åby, Finspång och Söderköping.
Bryggeriet köptes upp av Stockholms Bryggerier 1944, och blev genom det en del av Pripps 1964. Under den här tiden tillverkade man bland annat S:t Eriks Pilsner på licens. Produktionen lades sedan ner i etapper, de sista delarna 1972.
Bryggerilokalerna vid Garvaregatan byggdes i början av 1980-talet om till bostadslägenheter.